# 糸満漁民
糸満漁民（いとまんぎょみん）は、沖縄本島の南端の糸満地区沿岸部（現・糸満市）を本拠地として幅広い漁労活動に従事した漁民を指して言う。
糸満は海人（うみんちゅ）の町として古くから漁業が盛んであり、おおよそ近代まで、「サバニ」と呼ばれるくり舟に乗り、沖縄諸島や先島諸島、さらには奄美群島ほか南洋各地や日本本土にまで航海し遠洋漁業を生業としていた。男は追込漁、女は漁行商に従事していた。
なお総合商社イトマン（現・日鉄物産。かつては漢字で伊藤萬（いとまん）と表記）、およびその元系列のイトマンスイミングスクールとは何ら関係は無い。

## 概要
活動範囲は広く周辺の沖縄諸島、先島諸島や奄美群島におよび、明治期には南洋各地や日本本土にまで航海した。
かつて王国時代、琉球の小島嶼では漁民が現地の女性と交わって子を為す場合もあったが排外的には扱われなかったと言う。また、漁労だけなく商品の交易も行っていたようであるが、交易の統制のため中山王府から達を受けて舟を取り上げられる事もあったと言う。
浮原島、平安座島、浜比嘉島（いずれも現・うるま市）などでは近代に入り漁業の権利や小屋の使用料などを巡って騒動や紛争が起きている。奄美群島などにはフカヒレを求めて出かけている。
1884年（明治17年）夏、糸満漁民の玉城保太郎によって、水中メガネの一種ミーカガンが発明された。玉城は漁具の改良も行い沖縄の水産業の発展に貢献した。このころ、アギヤーと呼ばれる大型追込み網漁も開発され、それに適応してサバニも大型化、改良され、造波抵抗を除去するための工夫がみられ、凌波性とともに高速性が向上し、サンゴ礁域のような障害の多い水域での操業に適していた（「丸木舟」参照）。
太平洋戦争以前には日本本土は若狭国一の宮（若狭彦神社、現福井県小浜市）まで、糸満漁民が毎年夏に漁労活動に来訪していたと言う。遠地に出かけて漁労する時は砂浜や洞窟などに野宿する生活であった。
1906年（明治39年）には糸満遠洋漁業株式会社がフィリピン群島で高瀬貝、フカヒレを求めて遠洋漁業に乗り出している。遠く南洋や日本本土まで出稼ぎ漁業に出た背景には、前述の沖縄諸島など近海での漁業権問題があり、また糸満売りの慣習により若手労働者を多く確保できた事があると言われる。

## 久高漁民
久高島の漁民も糸満漁民と同様に奄美群島や先島諸島まで出かけて漁労や交易、現地の女性との交流を生業としていた。奄美では「久高糸満人」と呼ばれていたという（『南島雑話』）。先島、奄美やトカラ諏訪之瀬島でエラブウナギを漁し、王府に献上していたようである。こちらも、私貿易について奄美群島を直轄していた薩摩藩から王府への取締の要請を受けたと言う。